# Jean-Paul Jeunet
Pour les articles homonymes, voir Jeunet (homonymie).
Ne doit pas être confondu avec Jean-Pierre Jeunet.
Jean-Paul Jeunet, né le 2 décembre 1954 à Arbois dans le Jura en Bourgogne-Franche-Comté, est un chef cuisinier restaurateur gastronomique français, deux étoiles au Guide Michelin.

## Biographie
Jean-Paul Jeunet naît le 2 décembre 1954 à Arbois dans une famille de restaurateur, fils d'André Jeunet (chef cuisinier jurassien, une étoile au Guide Michelin en 1958, meilleur sommelier de France 1966).

Restaurant gastronomique Maison Jeunet à Arbois
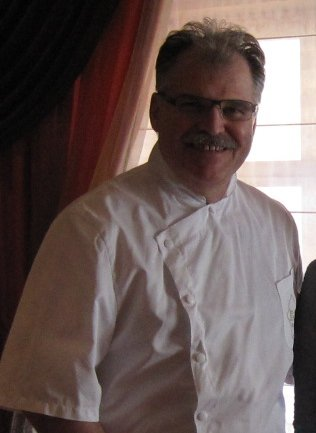
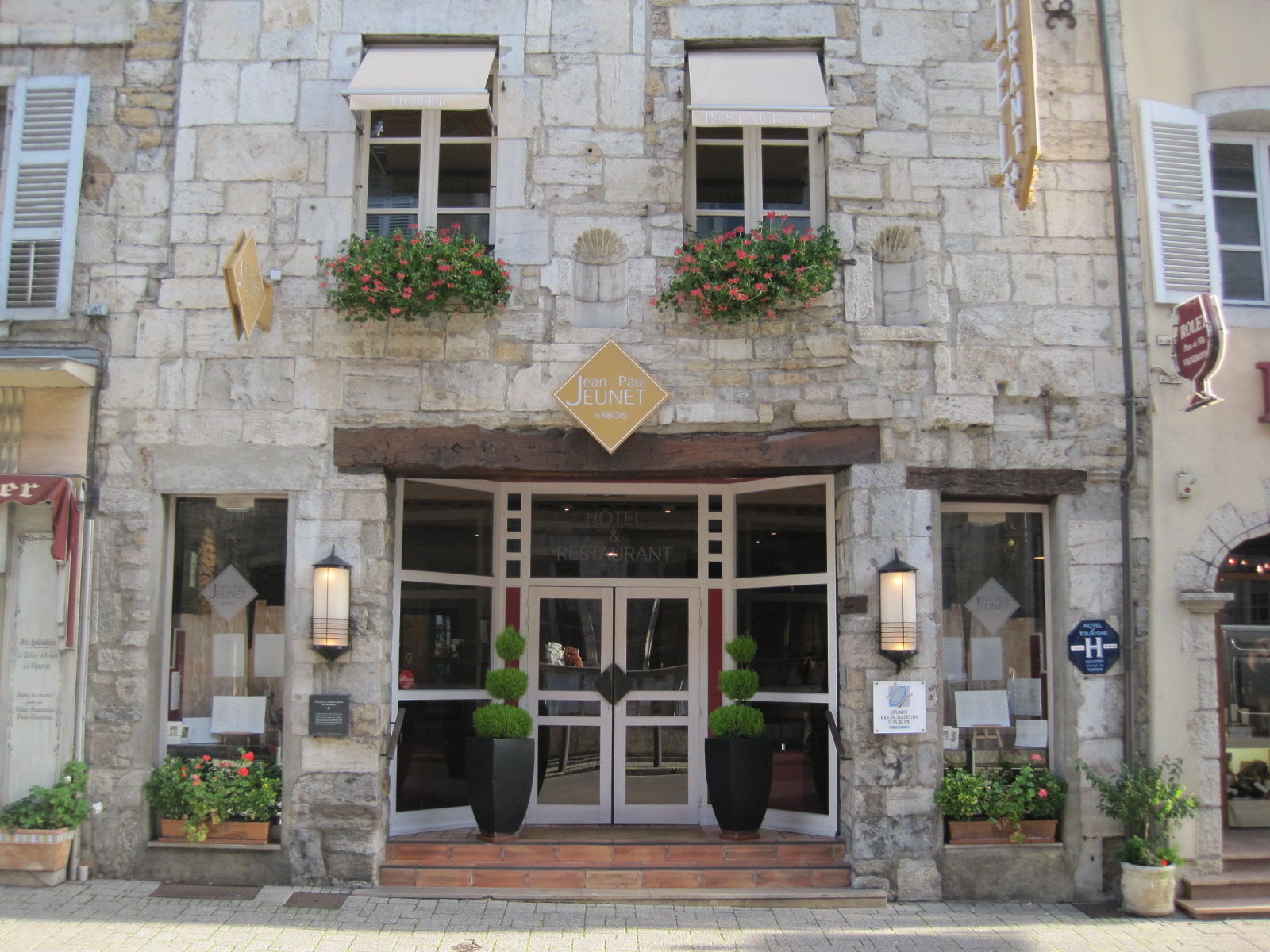
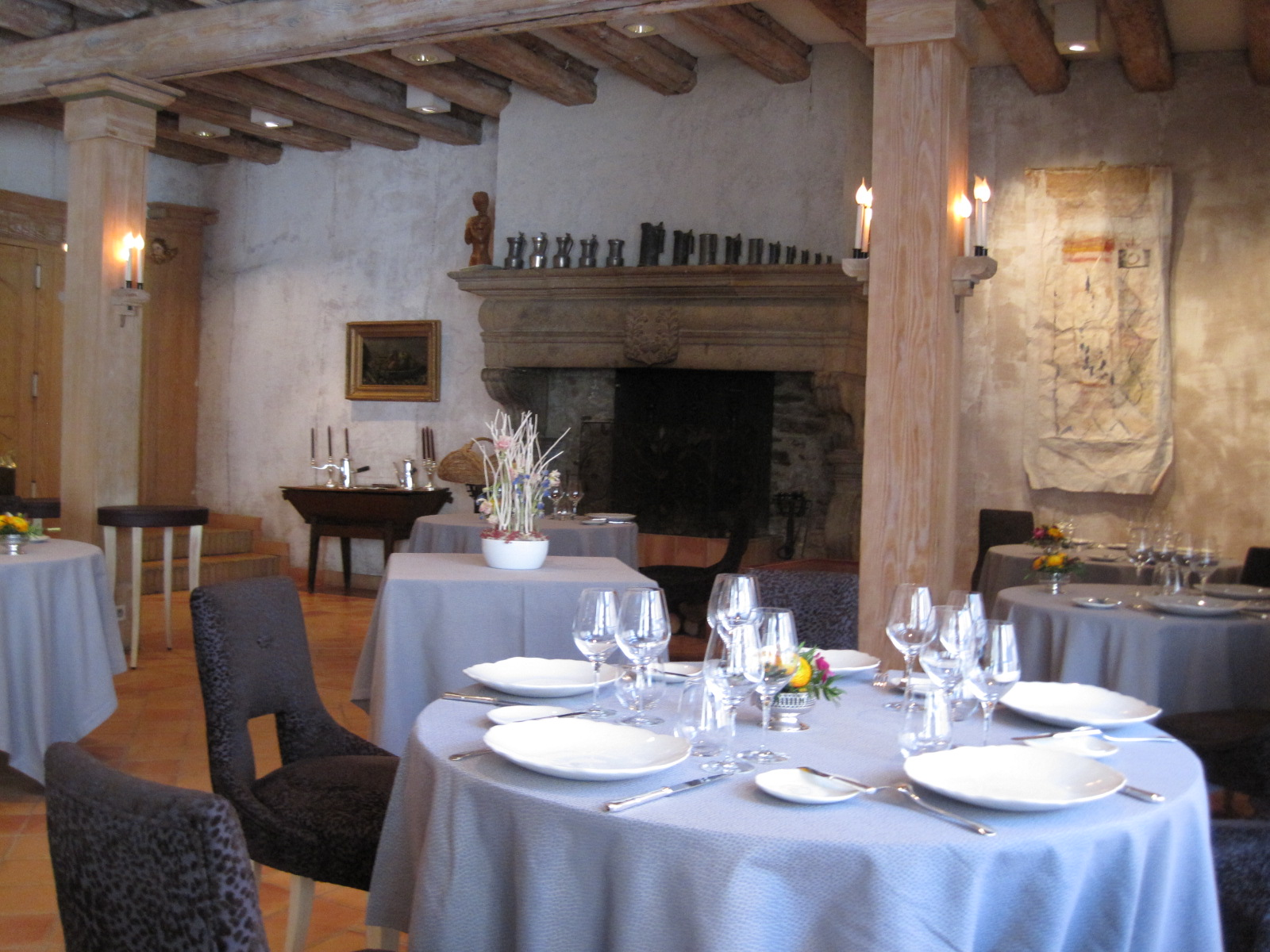

Il entre à l'école hôtelière de Nice d'où il sort parmi les meilleurs de sa promotion avant de se parfaire entre autres à La Réserve de Beaulieu sur la Côte d'Azur, chez Alain Chapel à Mionnay. 

Quelques créations culinaires gastronomiques
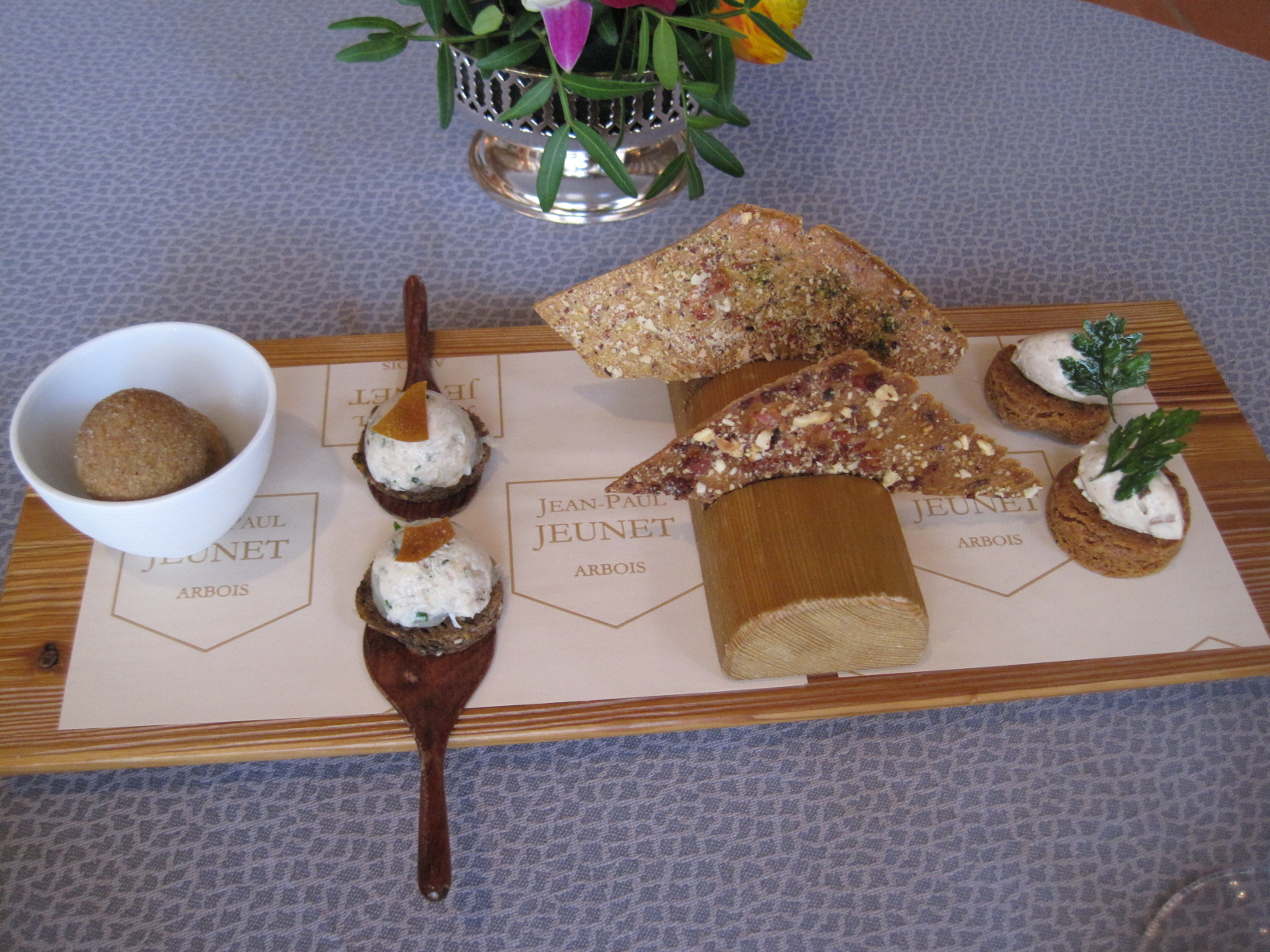
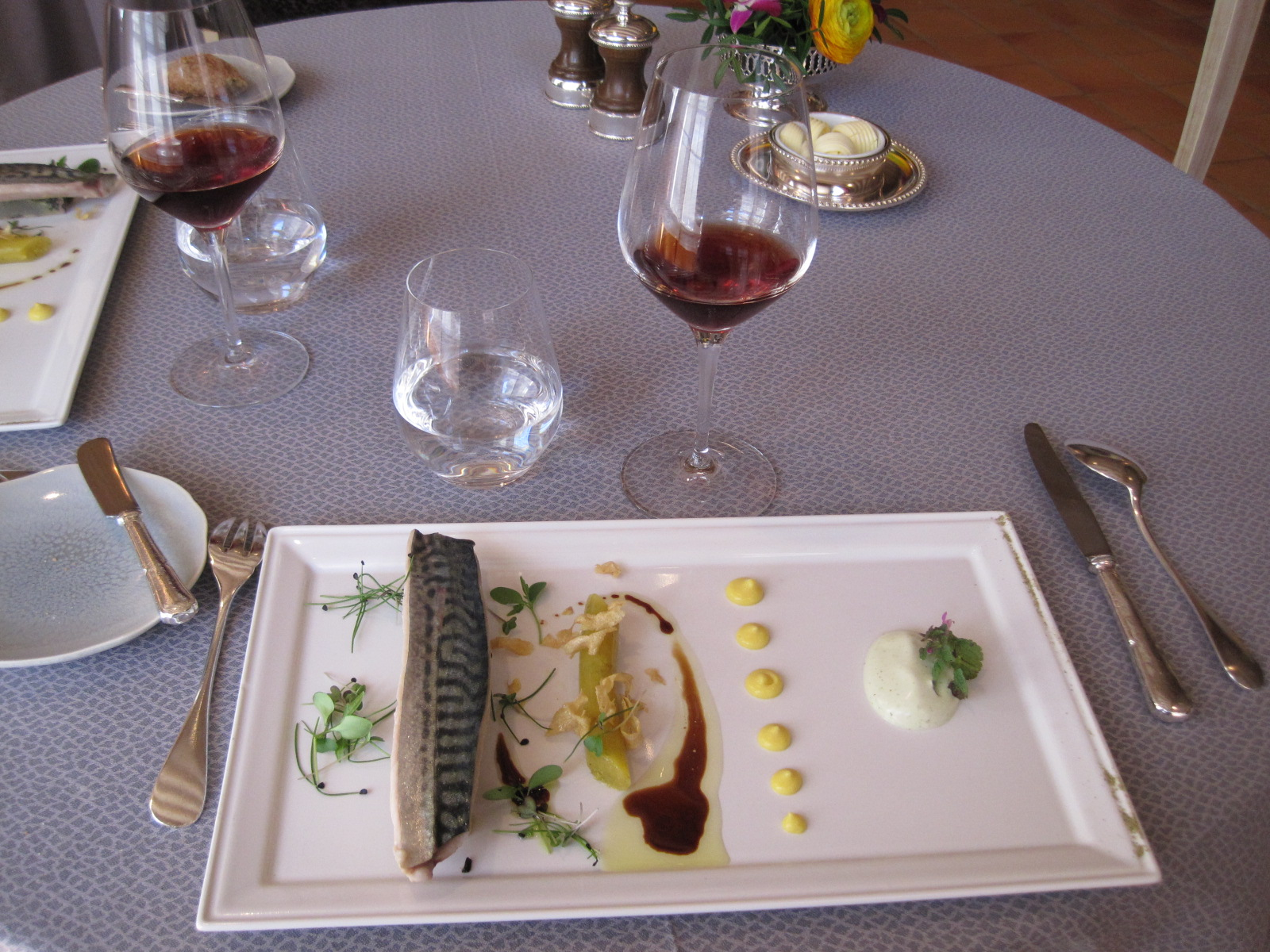
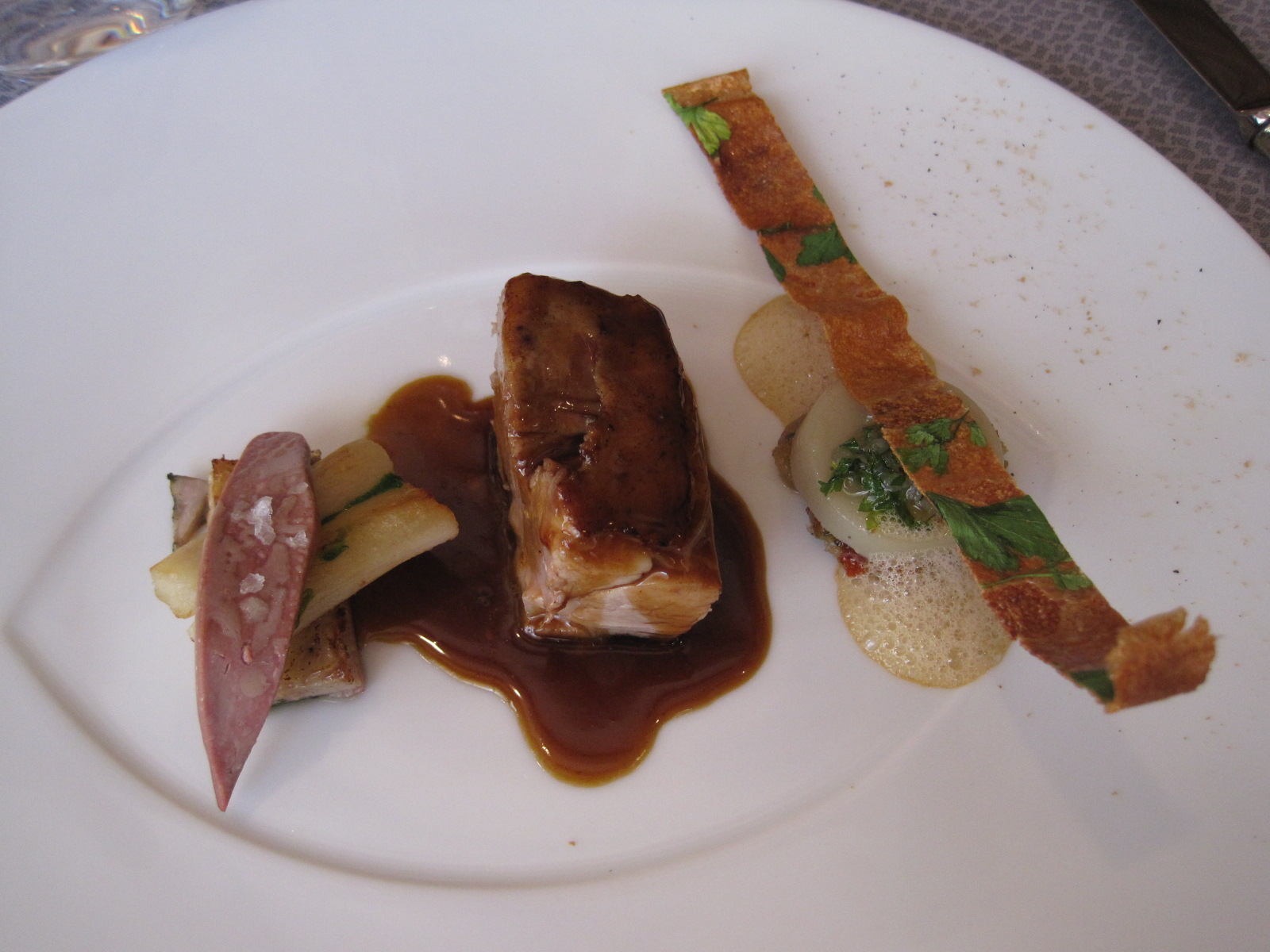
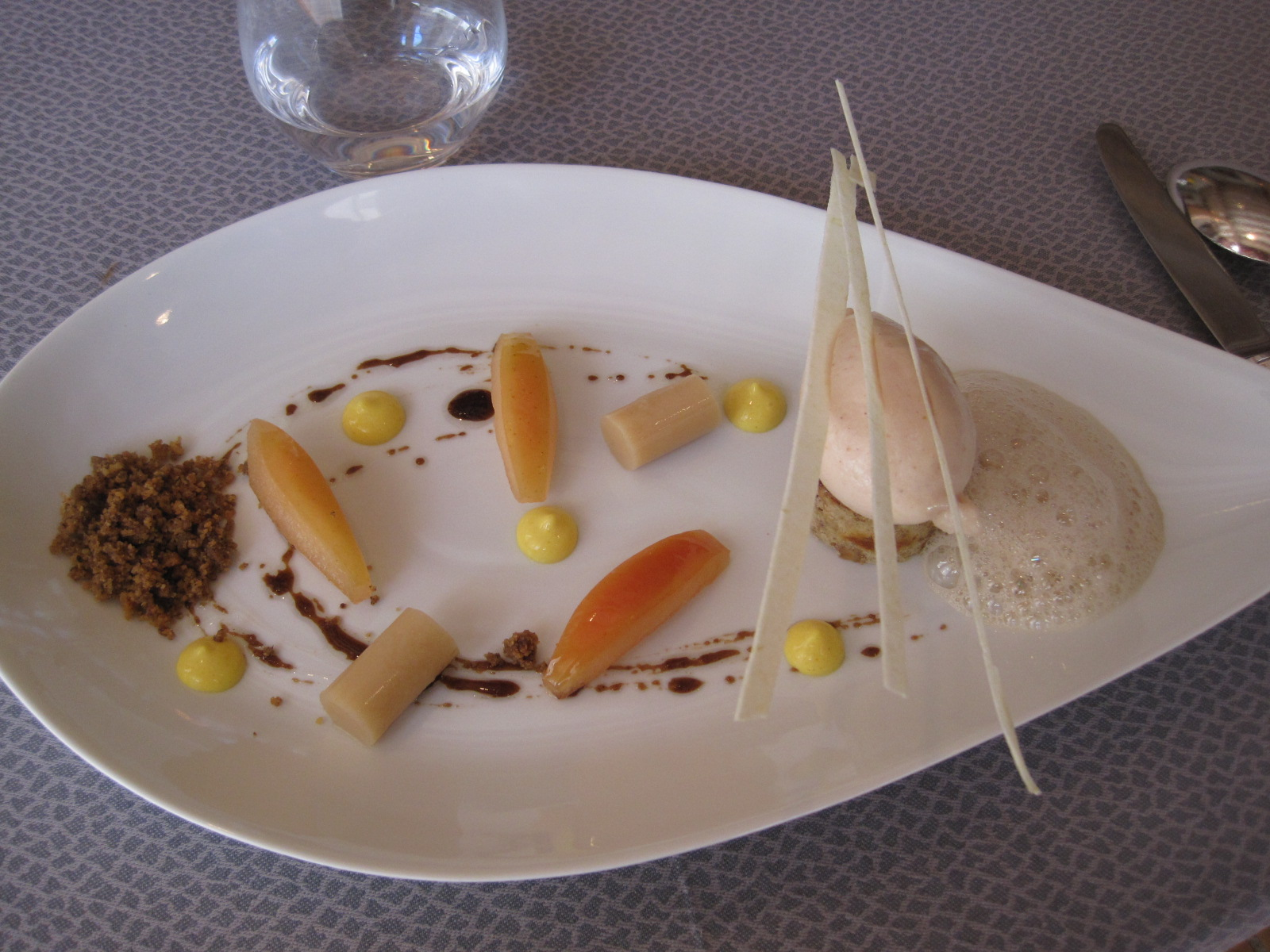
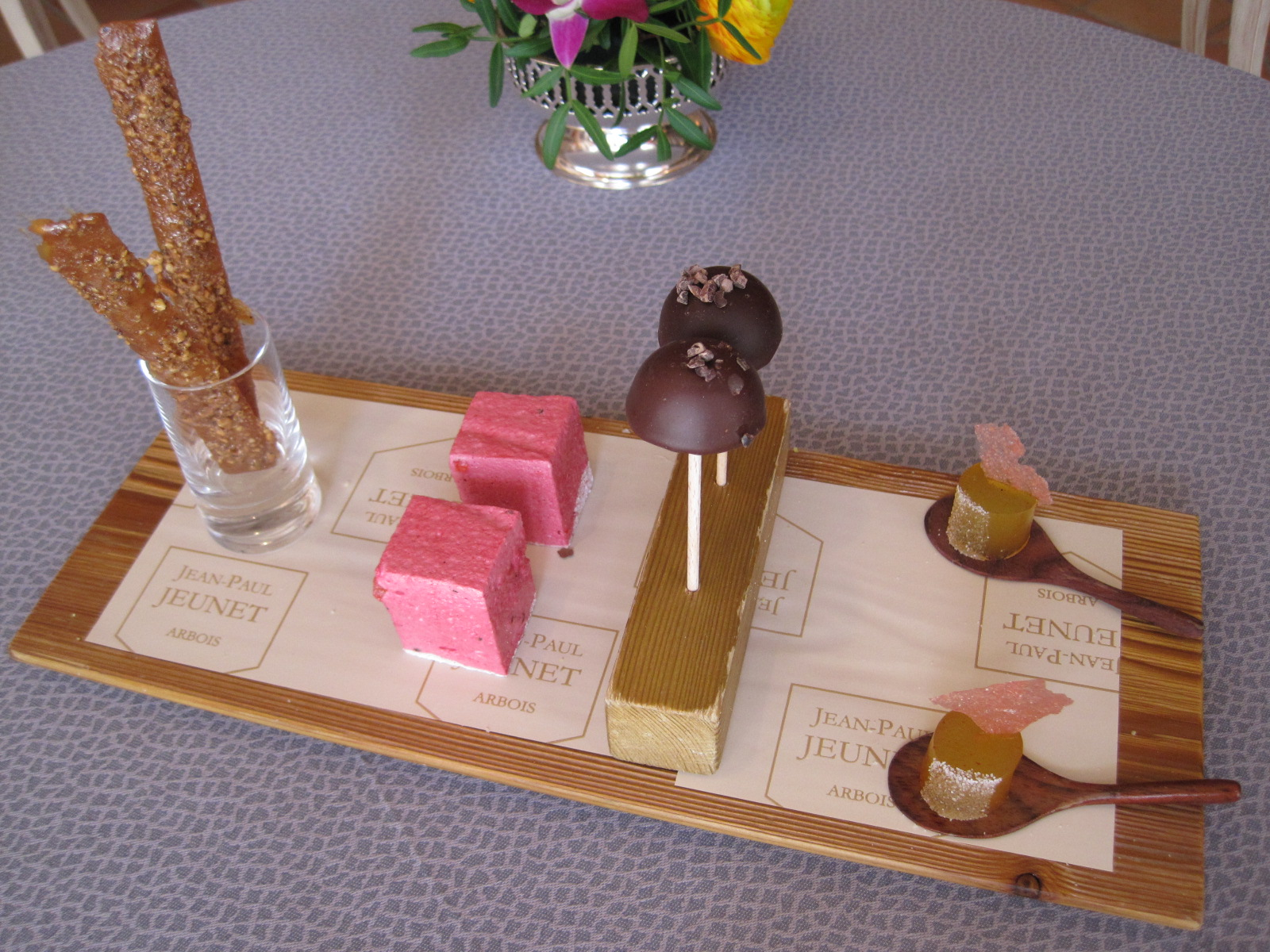

Il revient alors au restaurant familial créé par son père en 1951, à qui il succède en 1988 après quelques années passées en duo. Il est distingué d'une première étoile au Guide Michelin en 1987, puis d'une seconde en 1996. 

## Engagements
Lors des élections législatives de 2022, Jean-Paul Jeunet préside le comité de soutien de Rim El Mezoughi, candidate sans étiquette et conseillère régionale de la majorité socialiste pour la troisième circonscription. Au second tour, il appelle à voter pour Justine Gruet (LR) face au candidat de la Nupes, Hervé Prat (EÉLV).

## Établissement
- Maison Jeunet : 9 rue de l'Hôtel de Ville, à Arbois